# Droits de la communication
Les droits de la communication englobent la liberté d'opinion et d'expression, la gouvernance démocratique des médias, la concentration des médias et le contrôle des médias, la participation à sa propre culture, le droit de choisir sa langue, les droits à l'éducation, la confidentialité, la liberté de réunion et le droit des peuples à disposer d'eux-mêmes. Ils concernent aussi l'inclusion et l'exclusion sociales, la qualité des moyens de communication et leur accessibilité.
Le « droit à la communication » et les « droits de la communication » sont très liés, mais il ne s'agit pas de la même chose. Le premier a plutôt rapport avec le débat sur le nouvel ordre mondial de l'information et de la communication, et souligne le besoin d'une reconnaissance légale et formelle d'un tel droit. Cela représente un cadre global qui permet une mise en place plus efficace. Le second met l'accent sur le fait que toute une palette de droits internationaux ayant trait à la communication existe déjà, mais que beaucoup sont ignorés et nécessitent, de ce fait, une mobilisation active et une reconnaissance.

## Origine historique
Le concept du droit à la communication est apparu en 1969 grâce à Jean d'Arcy, un précurseur de la télévision française et européenne durant les années 1950 et directeur de la United Nations Radio and Visual Services Division (Division de l'information et des médias des Nations unies) jusqu'en 1969, poste pendant lequel il a pu participer à des débats sur les politiques internationales traitant des récentes innovations en matière de communication mondiale par satellite. Il a reconnu que les droits de la communication ayant rapport à la liberté d'expression et qui étaient présents dans la déclaration universelle des droits de l'homme (DUDH) adoptée par les Nations unies en 1948, devraient être examinés à nouveau dans le contexte d'une communication interactive et mondiale entre les individus et les communautés. Il a appelé à la nécessité de reconnaître le droit humain de communiquer qui comprendrait les droits établis plus tôt. Il était alors le premier à établir un lien entre la communication et les droits humains « universels ». Son appel a été pris en compte par les universitaires, les experts en matière de politique et les fonctionnaires qui évoluent dans des groupes défendant le droit à la communication. Ces groupes comprennent de nombreuses organisations non gouvernementales et sociétés civiles qui ont élaboré la plateforme pour la coopération en matière de communication et de démocratisation, ainsi que la Communication Rights in the Information Society (Campagne pour les droits de la communication dans la société de l'information, CRIS).
Le premier vrai débat d'ampleur mondiale sur la communication, qui se limitait principalement aux gouvernements, a duré une dizaine d'années à partir du milieu des années 1970. Les gouvernements des pays en voie de développement, qui représentaient alors une majorité aux Nations unies, ont commencé à faire entendre leurs requêtes à l'UNESCO au sujet de la concentration des médias, du flux des nouvelles et de l’« impérialisme culturel ». Le rapport MacBride (1981) a soulevé le problème et en a ressorti un concept général, celui du « droit à la communication ». Le débat était cependant mal engagé à cause de la rhétorique de la guerre Froide, et fut oublié lorsque les États-Unis et le Royaume-Uni se retirèrent de l'UNESCO.
Le "rapport MacBride" est dès lors devenu indisponible jusqu'à ce que l'Association Catholique Mondiale pour la Communication (ACMC) ne finance sa reparution en 1988. L'ACMC a pris la responsabilité du secrétariat de la campagne CRIS de 2000 à 2005.
La prise d'intérêt pour le droit à la communication s'est étiolée au cours des années 1980, et aucun mouvement de masse n'est venu lui redonner un gain d'intérêt pour la simple et bonne raison que peu de personnes avaient fait l'expérience directe d'une communication interactive grâce aux réseaux électroniques mondiaux. La situation s'est totalement renversée dans les années 1990 grâce à l'apparition de toute une série d'innovations, notamment l'Internet, le World Wide Web, les moteurs de recherche, les ordinateurs portables et les réseaux sociaux. Étant donné que de plus en plus de personnes prenaient part à une communication interactive et que les problématiques concernant les droits de la communication, telles que la liberté d'expression, la confidentialité et la liberté d'information, se faisaient plus nombreuses, on a pu observer le développement d'une conscience de l'importance de ces droits pour pouvoir communiquer.
Cette conscience accrue pour la communication s'est traduite par un regain de l'intérêt pour la recherche d'un droit à la communication de la part des instances politiques (voir les références). Depuis les années 1990, les associations non gouvernementales et les activistes[Qui ?] sont devenus de plus en plus actifs concernant de nombreux sujets ayant trait à la communication, notamment les médias communautaires, les droits de la langue, les droits d'auteur, la connexion internet, et les logiciels libres de droit et gratuits. Cela a entraîné plusieurs regroupements qui traitaient ces problématiques interdépendantes, à partir desquelles la notion de droits de la communication a commencé à prendre forme, cette fois-ci en partant de la base.

## Quatre piliers
Chaque pilier des droits de la communication se réfère à un domaine ou à une existence sociale, à une expérience et à une réalité sociales pour lesquelles la communication représente une activité centrale et possède des fonctions essentielles. La logique de ces quatre piliers est que chacun implique une « sphère d'action sociale relativement autonome », mais qui reste toutefois « dépendante des autres » pour accomplir ses buts ultimes. Il s'agit nécessairement de blocs reliés les uns aux autres dans ce combat pour parvenir à des droits de la communication. Chaque action peut être menée de façon cohérente par un individu, mais il agit souvent de collaborations avec d'autres acteurs sociaux qui sont impliqués dans la même zone. Dans le même temps, il faut que des ponts soient bâtis entre les zones pour les relier si l'on veut atteindre ce but.

### Communiquer dans la sphère publique
« The role of communication and media in exercising democratic political participation in society » (Le rôle de la communication et des médias dans la participation politique et démocratique).

### Connaissance de la communication
« The terms and means by which knowledge generated by society is communicated, or blocked, for use by different groups » (Les conditions et les moyens par lesquels le savoir généré par la société est communiqué, ou bloqué, pour être utilisé par différents groupes).

### Les droits civiques de la communication
« The exercise of civil rights relating to the processes of communication in society » (La mise en pratique des droits civiques en rapport avec les procédés de communication dans la société).

### Les droits culturels de la communication
« The communication of diverse cultures, cultural forms and identities at the individual and social levels » (La communication de diverses cultures, formes culturelles et identités aux échelles individuelles et sociales).

## Le droit à la communication par rapport aux droits de la communication
Le « droit à la communication » et les « droits de la communication » sont très proches du fait de leur histoire et de leur usage, mais ne sont pas identiques. Durant les tensions de la Guerre froide dans les années 1970, le premier a été associé avec le débat sur le nouvel ordre mondial de l'information et de la communication (NOMIC). Cependant, les efforts fournis au sein de l'UNESCO n'ont pas abouti à la formulation de tels droits. Le second met l'accent sur le fait que toute une palette de droits internationaux ayant trait à la communication existe déjà, mais que beaucoup sont ignorés et nécessitent, de ce fait, une mobilisation active et une reconnaissance. Tandis que certains, notamment dans le secteur des médias de masse, voient toujours le droit à la communication comme un « nom de code » pour parler de la censure du gouvernement, les innovations technologiques des dernières décennies en termes d'électronique interactive et de communication mondiale sont considérées par d'autres comme un défi pour la structure des médias de masse traditionnels ainsi que pour la formulation de la valeur des droits inhérents. Cela a amené à reconsidérer la nécessité d'un droit à la communication.

## Lectures complémentaires
- Padovani, Claudia; Calabrese, Andrew (ed.) Communication Rights and Social Justice: Historical Accounts of Transnational Mobilizations. Palgrave Macmillan, 2014.  (ISBN 9781137378309)